# Boleratzky Lóránd
Boleratzky Lóránd (Neszele, 1920. augusztus 26. – Budapest, 2019. május 21.) evangélikus egyházjogász, egyetemi magántanár, a miskolci jogakadémia tanára volt.

## Pályafutása
Elemi- és középiskoláit Zalaegerszegen, jogi tanulmányait a miskolci evangélikus jogakadémián végezte. A debreceni tudományegyetem jogi karán summa cum laude szerzett jogi doktorátust. Működését a budapesti büntetőtörvényszéken kezdte el. Előbb Glosius egyházi ösztöndíjjal 1943-ban a berlini Stutz Egyházjogi Intézetben, majd ezt követően állami ösztöndíjjal a helsinki egyetemen és a finn parlamenti könyvtárban folytatott egyházjogi tanulmányokat és kutatásokat. További külföldi tanulmányait és kutatásait svéd és később svájci vízum hiányában nem tudta folytatni. Egy év amerikai hadifogság után 1947-ben a miskolci jogakadémiára választották meg – Zsedényi Béla korábbi tanszékére – előbb rendkívüli tanárnak, majd még ugyanebben az évben – miután a debreceni tudományegyetem jogi karán „Az állam és az evangélikus egyház jogviszonya” tárgykörből egyetemi magántanári képesítést szerzett – nyilvános rendes tanárnak. A jogakadémiáknak 1949-ben történt megszüntetése után a budapesti tudományegyetem jogi karának nemzetközi jogi tanszékére osztották be, de rövidesen politikai okokból elbocsátották. Ezt követően az állami erdészetnél, a földalattinál, majd öntödében fizikai munkásként dolgozott. 1957-ben Ordass Lajos püspök egyházkerületének ügyészévé választották, amikor azonban az Állami Egyházügyi Hivatal Ordass eltávolítását követelte, lemondott. 1957-től ügyvédként előbb Mezőkövesden öt évig, majd Gödöllőn működött 1983-ig, nyugdíjazásáig. Amikor 1989-ben megalakult az Ordass Lajos Baráti Kör, elnökévé választották, ezt a tisztséget tíz éven át viselte.1990-től zsinati tag, a művelődési és közoktatásügyi miniszter ugyanebben az évben rehabilitálta.

## Kitüntetése
- A Magyar Érdemrend parancsnoki keresztje (2010)

## Kötetei
- A magyar evangélikus püspöki intézmény egyházjogi és egyházkormányzati szerepe és jelentősége (Miskolc, a Tiszai ev. egyházkerület Miskolci jogakadémiája szemináriumainak értekezései, 13. szám, 1941.)
- Szociálethikai elvek hatása a kriminalitásra (Miskolc, Értekezések dr. Hacker Ervin miskolci jogakadémiai ny. r. tanár büntetőjogi szemináriumából, 19. szám, 1941.)
- A magyarországi evangélikus egyházfelügyelői intézmény eredete és egyházjogi jelentősége (Miskolc, a Tiszai evangélikus egyházkerület Miskolci jogakadémiája egyházjogi szemináriumának kiadványai sorozat, 1942.)
- Állam és evangélikus egyház Finnországban (Budapest, a Tiszai ev. egyházkerület Miskolci jogakadémiája tudományos értekezéseinek tára, 45. szám, 1947.)
- A tiszai evangélikus egyházkerület miskolci jogakadémiájának múltja és szerepe a jogi oktatásban (Keszthely, Ordass Lajos Baráti Kör, 1990.)
- A magyar evangélikus egyházjog alapjai és jogforrásai I. rész (Budapest, Ordass Lajos Baráti Kör, 1991.)
- Magyar evangélikus egyházjog II. rész (Budapest, Ordass Lajos Baráti Kör, 1998.)
- Aki mindvégig állhatatos maradt. Ordass Lajos, a mártírsorsú evangélikus püspök (Budapest, FÉBÉ KHT, 2001.)
- Életformálók (Budapest, FÉBÉ KHT, 2007.)

## Szakcikkei
- Az ökomenikus kérdés az evangélikus egyházjog tükrében (Evangélikus Theológia, 1947. Megj.: magántanári próbaelőadása.)
- A Codex Iuris Canonici – evangélikus szemmel (Lelkipásztor, 1995/4.)
- Ötven éve szüntették meg a miskolci evangélikus jogakadémiát (Credo Evangélikus Műhely, 1999/1–2.)
- Egyházjogászképzés a volt miskolci jogakadémián
- Egyházjogászképzésünk problematikája
- Az egyházak, mint közjogi testületek (Valóság, 1999/5.)
- Az állami egyházjog alapjai (Valóság, 2000/1.)
- Novák István 1914–2006
- Az államhatalom korlátai (Valóság, 2006/10.)
- Az ökumenikus kérdés egyházjogi vonatkozásai (Iustum Aequum Salutare, 2007/3.)
- Ordass és Mindszenty
- Az egyházpolitikai törvények evangélikus szemszögből nézve  (Iustum Aequum Salutare, 2008/2.)
- Száz éve született Szabó József (Iustum Aequum Salutare, 2009/2.)
- Az evangélikus egyházjog mai aktualitása (Iustum Aequum Salutare, 2011/1.)
- Vladár Gábor emlékezete (Iustum Aequum Salutare, 2011/2).

## Újságcikkei
- Jó-e a tudományos fokozati rendszer?
- Kipukkadhat a hitelbuborék (Heti Válasz, VI. évf. 2. sz. 2006. jan.)